# Till dess din vrede upphör
Till dess din vrede upphör är en svensk kriminalroman från 2008, författad av Åsa Larsson. Titeln är ett citat från Jobs bok i Gamla testamentet.

## Handling
Wilma Persson och Simon Kyrö dyker under isen efter ett havererat flygplan på botten av Vittangijärvi en septemberdag. Någon täpper igen vaken och de båda dykarna drunknar.
När Wilma Perssons kropp hittas i Torneälven ett drygt halvår senare, dras kammaråklagare Rebecka Martinsson och polisinspektör Anna-Maria Mella in i fallet.